# Debra Humphris
Debra Humphris ist Wissenschaftlerin und seit Dezember 2015 Vizekanzlerin der Universität Brighton.
Sie begann ihre unübliche Karriere als praktizierende Krankenschwester (Registered Nurse). Nach der Erstausbildung wurde sie ermutigt, weitere Qualifikationen zu erwerben. Debra Humphris absolvierte einen Master in Portsmouth und promovierte an der St George’s, University of London (Ph.D.). Sie wurde in der Ausbildung vom NHS unterstützt.
Von 2000 bis 2012 arbeitete Humphris an der University of Southampton, auch in Direktorentätigkeiten.
Seit 2015 ist Humphris Vizekanzler der University of Brighton und seit 2019 Vorsitzende des Verbandes University Alliance.